# Port lotniczy Quelimane
Port lotniczy Quelimane (port. Aeroporto Quelimane) (IATA: UEL, ICAO: FQQL) – port lotniczy zlokalizowany w Quelimane, w Mozambiku.

## Linie lotnicze i połączenia
| Linia Lotnicza          | Kierunek                              |
| ----------------------- | ------------------------------------- |
| LAM Mozambique Airlines | 1. Beira 2. Maputo 3. Nampula 4. Tete |